# Alexis Rivera Curet
Pour les articles homonymes, voir Curet.
Alexis Rivera Curet est un footballeur international portoricain, né le 29 octobre 1982 à San Juan (Porto Rico). Il évolue au poste de défenseur avec le Bayamón FC de la Puerto Rico Soccer League.

## Palmarès
- Champion de l'USSF D2 Pro League en 2010.
- Vainqueur du CFU Club Championship en 2010.